# Kambal, Karibal
Kambal, Karibal ist eine philippinische Drama-Fernsehserie, die vom 27. November 2017 bis zum 3. August 2018 auf GMA Network ausgestrahlt wurde.

## Handlung
Die Geschichte dreht sich um die Zwillinge Crisanta und Criselda. Criselda stirbt an einer seltenen Krankheit und bleibt ein Geist, der nur Crisanta erscheint. Ihre Bindung zerfällt, als sich beide in Diego verlieben. Die Rivalität zwischen ihnen baut sich auf, wenn sich die Zuneigung ihrer Mutter auf Crisanta konzentriert. Als Criseldas Gefühle sie verzehren und ihre Seele den Körper eines anderen Menschen zu finden sucht, kehrt sie zurück, um die Zuneigung ihrer Mutter und die Liebe zu Diego zu nehmen.

## Besetzung
| Schauspieler        | Rolle                                                              |
| Bianca Umali        | Crisanta "Crisan" Enriquez Magpantay / Victoria Enriquez Magpantay |
| Miguel Tanfelix     | Diego Ocampo de Villa                                              |
| Pauline Mendoza     | Criselda "Crisel" Enriquez Magpantay / Amanda Enriquez Magpantay   |
| Kyline Alcantara    | Francheska "Cheska" Enriquez de Villa / Grace Akeem Nazar          |
| Jean Garcia         | Teresa Abaya-Bautista                                              |
| Marvin Agustin      | Raymond de Villa / Samuel Calderon                                 |
| Alfred Vargas       | Allan Magpantay                                                    |
| Carmina Villarroel  | Geraldine Enriquez / Magpantay                                     |
| Gloria Romero       | Maria Anicia Enriquez                                              |
| Christopher de Leon | Emmanuel "Manuel" de Villa                                         |
| Jeric Gonzales      | Michael Roy "Makoy" Claveria                                       |
| Franchesca Salcedo  | Norilyn "Nori" Salcedo / Frenny                                    |
| Rafa Siguion-Reyna  | Vincent De Jesus                                                   |
| Sheree Bautista     | Lilian Ocampo                                                      |
| Raquel Monteza      | Mildred Abaya                                                      |